# Isabel Riquelme
María Isabel Riquelme y Meza (Chillán, Imperio español; 1758-Lima, Perú; 21 de abril de 1839) fue una mujer chilena, madre del capitán general Bernardo O'Higgins, uno de los protagonistas del proceso de Independencia de Chile. Participó políticamente en el gobierno de O'Higgins en Chile.

## Biografía
Hija de Simón Riquelme de la Barrera y Goycochea y de su esposa María de las Mercedes de Meza y Ulloa, pertenecientes ambos a antiguas familias de Chillán, sus hijos fueron Bernardo O'Higgins Riquelme y Rosa Rodríguez y Riquelme. Descendía de peruanos.
Conoció a Ambrosio O'Higgins, padre de su hijo y con quien tenía una diferencia de edad de 39 años, a los 18 años en casa de su padre, quien era regidor del Cabildo. Nunca se casaron. Sin embargo, Ambrosio O'Higgins reconoció a su hijo, le dio su apellido y le dejó un importante legado, dentro del que se incluyó la hacienda de Las Canteras.
Posteriormente, se casó con Félix Rodríguez y Rojas, con quien tuvo una hija, Rosa Rodríguez y Riquelme, y con Manuel de Puga y Figueroa, con quien tuvo una hija, María de las Nieves de Puga y Riquelme.
Bernardo O'Higgins, tras volver de su viaje de formación en Europa, y una vez instalado en su hacienda de Las Canteras, llevó a vivir con él a su madre, a su media hermana Rosa y a su tío Manuel Riquelme, ellos le acompañaron y le ayudaron en la compra de los enseres y en la construcción de graneros, habitaciones y una casona patronal, esta última estuvo terminada en 1808.
En 1813, durante la Guerra de Independencia, fue hecha rehén junto a su hija Rosa por el Ejército Realista, tiempo después fue liberada gracias a un canje de prisioneros.
Tras el desastre de Rancagua en 1814, acompañó a su hijo y a los demás patriotas al exilio en Mendoza volviendo a Chile tras la Batalla de Chacabuco en 1817.
Por asumir su hijo en 1817 el cargo de Director Supremo, como madre del mandatario (quien no tenía cónyuge), ella fungía lo que en la actualidad sería el cargo protocolar de primera dama de la Nación (aunque no se tenía noción de este título en esta época).
Tras la abdicación de Bernardo O'Higgins en 1823, esta le siguió a su exilio en Perú junto a su hija Rosa, la entonces-amante mapuche de O'Higgins, Patricia Rodríguez, y sus nietos Pedro Demetrio y Petronila.
Falleció en Lima, en 1839, siendo enterrada en el Cementerio Presbítero Matías Maestro, donde pocos años después sus hijos también serían enterrados. Sus restos fueron repatriados en 1947 y en 1993 fueron trasladados al Parque Monumental Bernardo O'Higgins de la comuna de Chillán Viejo, donde aún permanecen en un mausoleo junto a su hija Rosa Rodríguez y Riquelme.

## Reconocimientos
En la ciudad de Valdivia, Región de los Ríos, se encuentra la plaza que lleva su nombre.  Situada entre las calles Aníbal Pinto, Carlos Bennett y 8 de Octubre, en el atractivo sector regional de Valdivia.